# Veremiivka, Vîsokopillea
Veremiivka (în ucraineană Вереміївка) este un sat în comuna Novovoznesenske din raionul Vîsokopillea, regiunea Herson, Ucraina.

## Demografie
Componența lingvistică a localității Veremiivka
     Ucraineană (90,32%)
     Română (6,45%)
     Belarusă (3,23%)
Conform recensământului din 2001, majoritatea populației localității Veremiivka era vorbitoare de ucraineană (90,32%), existând în minoritate și vorbitori de română (6,45%) și belarusă (3,23%).